# براد نورتن
براد نورتن (بالإنجليزية: Brad Norton)‏ هو لاعب هوكي الجليد أمريكي، ولد في 13 فبراير 1975 في كامبريدج في الولايات المتحدة.

## وصلات خارجية
- براد نورتن على موقع دوري الهوكي الوطني (الإنجليزية)
- براد نورتن على موقع EliteProspects.com (الإنجليزية)
- براد نورتن على موقع HockeyDB.com (الإنجليزية)
- براد نورتن على موقع Hockey-Reference.com (الإنجليزية)